# Rečane (Gostivar)
Rečane (makedonsky: Речане, albánsky: Reçan) je vesnice v Severní Makedonii. Nachází se v opštině Gostivar v Položském regionu. 

## Demografie
Podle sčítání lidu z roku 2021 žije ve vesnici 683 obyvatel. Etnickými skupinami jsou:
- Albánci – 664
- Makedonci – 1
- ostatní – 18